# Alfa Romeo 33
O Alfa Romeo 33, tal como o seu antecessor, no qual era baseado, é um veículo com direcção dianteira e motores boxer de quatro cilindros opostos, colocados longitudinalmente. Tinha formas bastante simples e rectilíneas, para-choques plásticos, grande área envidraçada e um meio volume na traseira (como no Ford Escort), de altura.

## Design
Para a construção do 33 a Alfa Romeo utilizou a plataforma e principais órgãos mecânicos do Alfasud e aplicou-lhes uma nova carroçaria. Mas, como medida económica, simplificou o sistema de travagem, retirando os discos da dianteira de junto do diferencial para os extremos do eixo e aplicando tambores atrás, em vez dos de disco do Alfasud.

## Primeira série (1983-1986)
No ano 1984 apareceu a primeira proposta de tracção integral temporária, desenvolvida em conjunto com a Subaru, voltada para a utilização nos meses de Inverno, e não para o obtenção do comportamento desportivo de um automóvel de tracção traseira. Pois este comportamento apenas poderia ser obtido com um sistema de tracção integral permanente, que apareceu mais tarde como uma opção para motores mais potentes chamada Permanent4 ou Q4 a partir de 1994.

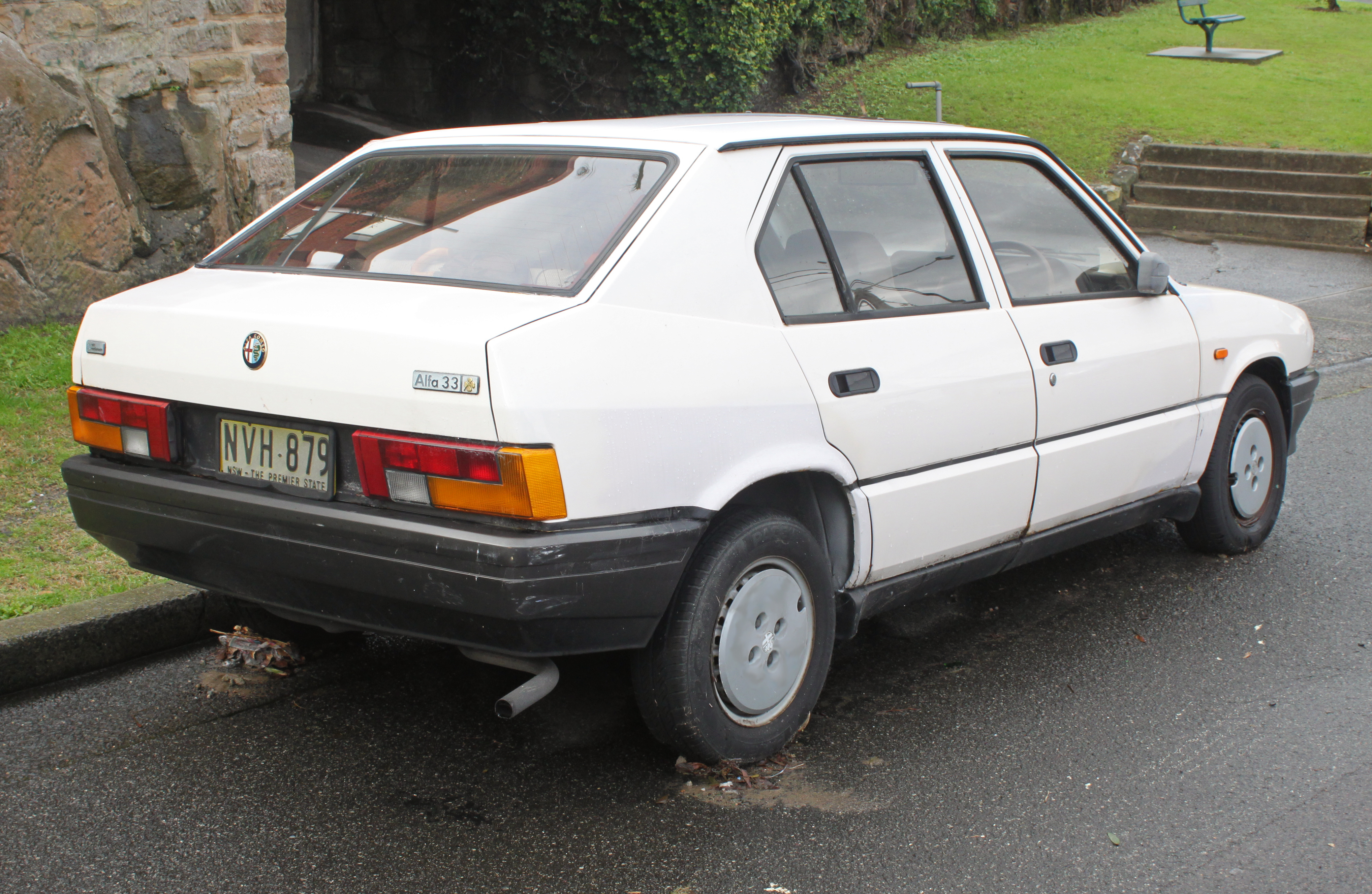
Alfa Romeo 33 1985.

Em 1984 surgia também a primeira carrinha, a Giardinetta, que também podia ser equipada com tracção integral temporária, e uma versão com maior "cuore sportivo" a Quadrifoglio Verde, com e estética melhorada e o conhecido motor 1.5 litros melhorado para desenvolver 105cv. Foi também neste ano que o "velhinho" Alfasud saiu de produção.

## Segunda série (1986-1989)
Em 1987 o 33 recebeu a sua primeira reestilização com o seu novo design a aproximá-lo do seu irmão mais velho, o Alfa Romeo 75. Nesta segunda série vieram também interiores melhorados e o novo motor de 1712cc e 118cv que passou a equipar o Quadrifoglio Verde. Neste ano os motores de 1.3 e 1.5 litros passaram, definitivamente a ter potências de 86cv e 105cv respectivamente, graças à adopção de dois carburadores weber por motor.
|  |  |

## Terceira série (1990-1995)
Em 1990 o Alfa Romeo 33 é novamente renovado, sendo esta a sua terceira e ultima série, nesta renovação a Alfa Romeo apresenta-nos um 33 bem mais atraente, com linhas grandemente inspiradas no Alfa Romeo 164, topo de gama da Alfa que havia sido lançado dois anos antes. Nesta renovação a resistência à corrosão era bastante superior, resultado da galvanização de toda a carroçaria, e o interior era renovado. 

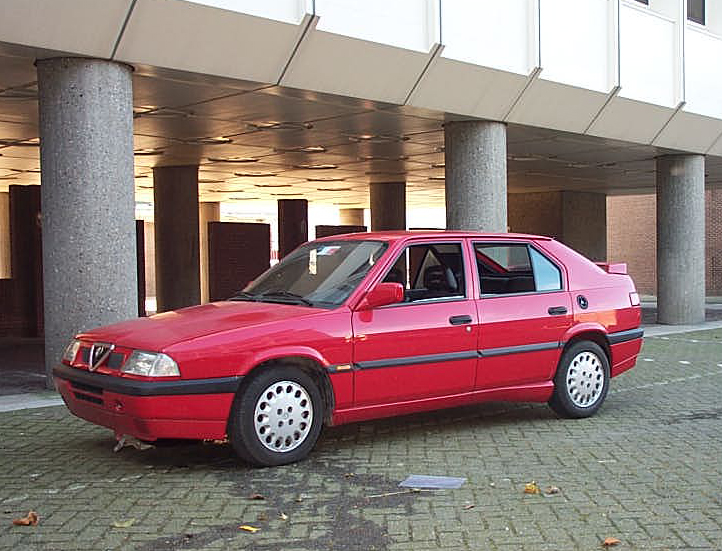
Alfa Romeo 33 (Séries II)

Nesta renovação toda a linha de motores tinha finalmente injecção electrónica de combustível, o que veio melhorar a potência de todos os blocos, com excepção do de 1700cc cuja potência diminuiu de 118 para 107cv, mas ganhou uma nova versão de 16 válvulas com 137cv, que oferecia performances bastante expressivas, 210 km/h de máxima e cerca de 8 segundos dos 0 aos 100. Nesta versão o 33 vinha equipado suspensão com mais firme, travões ABS e pneus mais largos em jantes de maior diâmetro.
A relativamente longa carreira do Alfa Romeo 33 teve fim em 1995, aquando da apresentação dos 145/146 que o vieram substituir. Mas não para muitos fãs, para os quais o 33 não tem substituto.

## Protótipo Z33 Free Time
A Zagato fez um protótipo de monovolume parecido com a Renault Scénic com uma década de antecipação. Mostrado no Salão Internacional do Automóvel de Genebra de 1984, possuía seis lugares.